# El Barrio, Jalisco
El Barrio är en ort i Mexiko.   Den ligger i kommunen Teocaltiche och delstaten Jalisco, i den centrala delen av landet, 400 km nordväst om huvudstaden Mexico City. El Barrio ligger 1 704 meter över havet och antalet invånare är 251.
Terrängen runt El Barrio är huvudsakligen en högslätt. El Barrio ligger nere i en dal. Runt El Barrio är det ganska glesbefolkat, med 42 invånare per kvadratkilometer. Närmaste större samhälle är Teocaltiche, 4,3 km nordväst om El Barrio. I omgivningarna runt El Barrio växer huvudsakligen savannskog.